# Torill Fjeldstad
Torill Fjeldstad (ur. 22 lutego 1958 w Bærum) – norweska narciarka alpejska.

## Kariera
W zawodach Pucharu Świata zadebiutowała 4 stycznia 1975 roku w Garmisch-Partenkirchen, zajmując trzecie miejsce w slalomie. Tym samym już w debiucie zdobyła pierwsze punkty. W zawodach tych wyprzedziły ją jedynie Szwajcarka Lise-Marie Morerod i Christa Zechmeister z RFN. W kolejnych startach jeszcze trzy razy stawała na podium, za każdym razem w zjeździe: 12 grudnia 1980  roku w Piancavallo była druga, a 17 grudnia 1980 roku w Altenmarkt i 28 stycznia 1981 roku w Megève zajmowała trzecie miejsce. W sezonie 1980/1981 zajęła 20. miejsce w klasyfikacji generalnej, a w klasyfikacji zjazdu była piąta.
Wystartowała na igrzyskach olimpijskich w Innsbrucku w 1976 roku, gdzie zajęła 27. miejsce w zjeździe i 31. w gigancie, a slalomu nie ukończyła. Podczas rozgrywanych cztery lata później igrzysk w Lake Placid była siódma w zjeździe, w gigancie zajęła 22. miejsce, a slalomu ponownie nie ukończyła. Była też między innymi czwarta w zjeździe na mistrzostwach świata w Schladming w 1982 roku. Walkę o medal przegrała tam z Laurie Graham z Kanady o 0,21 sekundy.

## Osiągnięcia

### Igrzyska olimpijskie
| Miejsce | Dzień     | Rok  | Miejscowość | Konkurencja | Czas biegu | Strata | Zwyciężczyni          |
| ------- | --------- | ---- | ----------- | ----------- | ---------- | ------ | --------------------- |
| 27.     | 8 lutego  | 1976 | Innsbruck   | Zjazd       | 1:46,16    | +6,83  | Rosi Mittermaier      |
| DNF2    | 11 lutego | 1976 | Innsbruck   | Slalom      | 1:30,54    | -      | Rosi Mittermaier      |
| 31.     | 13 lutego | 1976 | Innsbruck   | Gigant      | 1:29,13    | +6,87  | Kathy Kreiner         |
| 7.      | 17 lutego | 1980 | Lake Placid | Zjazd       | 1:37,52    | +2,17  | Annemarie Moser-Pröll |
| 22.     | 21 lutego | 1980 | Lake Placid | Gigant      | 2:41,66    | +8,00  | Hanni Wenzel          |
| DNF1    | 23 lutego | 1980 | Lake Placid | Slalom      | 1:25,09    | -      | Hanni Wenzel          |

### Mistrzostwa świata
| Miejsce | Dzień       | Rok  | Miejscowość            | Konkurencja | Czas biegu  | Strata      | Zwyciężczyni          |
| ------- | ----------- | ---- | ---------------------- | ----------- | ----------- | ----------- | --------------------- |
| 27.     | 8 lutego    | 1976 | Innsbruck              | Zjazd       | 1:46,16     | +6,83       | Rosi Mittermaier      |
| DNF2    | 11 lutego   | 1976 | Innsbruck              | Slalom      | 1:30,54     | -           | Rosi Mittermaier      |
| 31.     | 13 lutego   | 1976 | Innsbruck              | Gigant      | 1:29,13     | +6,87       | Kathy Kreiner         |
| 24.     | 1 lutego    | 1978 | Garmisch-Partenkirchen | Zjazd       | 1:48,31     | +6,77       | Annemarie Moser-Pröll |
| 28.     | 3 lutego    | 1978 | Garmisch-Partenkirchen | Slalom      | 1:24,85     | +10,20      | Lea Sölkner           |
| 14.     | 4 lutego    | 1978 | Garmisch-Partenkirchen | Gigant      | 2:41,15     | +4,05       | Maria Epple           |
| 8.      | 4 lutego    | 1978 | Garmisch-Partenkirchen | Kombinacja  | 2460,39 pkt | +70,45 pkt  | Maria Epple           |
| 7.      | 17 lutego   | 1980 | Lake Placid            | Zjazd       | 1:37,52     | +2,17       | Annemarie Moser-Pröll |
| 22.     | 21 lutego   | 1980 | Lake Placid            | Gigant      | 2:41,66     | +8,00       | Hanni Wenzel          |
| DNF1    | 23 lutego   | 1980 | Lake Placid            | Slalom      | 1:25,09     | -           | Hanni Wenzel          |
| 32.     | 31 stycznia | 1982 | Schladming             | Kombinacja  | 8,99 pkt    | +180,78 pkt | Erika Hess            |
| 4.      | 4 lutego    | 1982 | Schladming             | Zjazd       | 1:37,47     | +0,65       | Gerry Sorensen        |

### Puchar Świata

#### Miejsca w klasyfikacji generalnej
- sezon 1974/1975: 22.
- sezon 1979/1980: 28.
- sezon 1980/1981: 20.
- sezon 1981/1982: 41.

#### Miejsca na podium
1. Garmisch-Partenkirchen – 4 stycznia 1975 (slalom) – 3. miejsce
2. Piancavallo – 12 grudnia 1980 (zjazd) – 2. miejsce
3. Altenmarkt – 17 grudnia 1980 (zjazd) – 3. miejsce
4. Megève – 28 stycznia 1981 (zjazd) – 3. miejsce